# The Colbert Report
The Colbert Report [koʊlˈbɛr rəˈpɔr] war eine US-amerikanische satirische Comedyshow. Moderator war Stephen Colbert.

## Konzept

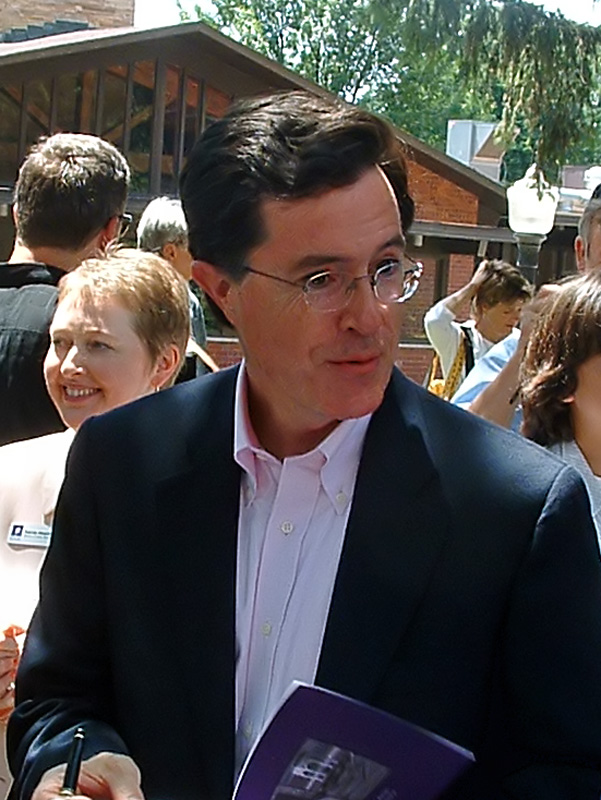
Stephen Colbert (2006)

Die Satiresendung karikierte Meinungssendungen und ihre Moderatoren. Colbert, der sich privat selbst als Anhänger der Demokraten beschreibt, mimte in der Sendung einen egomanischen und ignorant auftretenden Kommentator, insbesondere nach dem Vorbild des Fox-News-Moderators Bill O’Reilly (The O’Reilly Factor). Colbert selbst beschreibt die von ihm gespielte Rolle als „wohlmeinender, schlecht-informierter High-status-Idiot“. Er kommentierte in der Sendung das aktuelle Tagesgeschehen und „verteidigte“ dabei meist – auf überzogene Weise – die Standpunkte der Republikaner und der Bush-Regierung bzw. der republikanischen Opposition zur demokratisch geführten US-Regierung. In Interviews lautete zum Beispiel zur Zeit Bushs eine von Colbert gestellte Standardfrage, ob Bush ein großartiger Präsident oder der großartigste Präsident sei.
Die Sendung wurde vom 17. Oktober 2005 bis zum 18. Dezember 2014 in den USA viermal wöchentlich um 23:30 Uhr auf Comedy Central ausgestrahlt. Es handelte sich um einen Ableger der Daily Show von Jon Stewart. Des Weiteren wurde sie in Kanada (CTV), Australien, Neuseeland, Irland und den Philippinen gesendet. Mitte 2008 entschloss sich auch der Pay-TV-Sender Showtime Arabia, den Colbert Report auszustrahlen, wodurch er auch teilweise im Nahen Osten und Nordafrika zu sehen war. Vergangene englischsprachige Originalfolgen der letzten vier (Sende-)Wochen und ausgewählte weitere Clips ließen sich auch auf der Homepage der Sendung anschauen. Ende 2014 beendete Stephen Colbert die Sendung, um die Nachfolge von David Letterman in der Late Show auf CBS anzutreten.

## Elemente der Sendung
Im Laufe der Zeit entwickelten sich zahlreiche Segmente, die in unregelmäßigen Abständen wiederkehren.

### The WØRD
In The WØRD stellt Colbert einen neuen Begriff vor, den er als Anlass zum Kommentieren aktueller Probleme nutzt. Die Begriffe werden entweder aus dem ursprünglichen Zusammenhang gerissen (zum Beispiel Matroschka für den Versuch, jeden Skandal der Republikaner durch einen größeren vergessen zu machen) oder sind frei erfunden. Auf dem Bildschirm wird seine Rede – meist ironisch – zusammengefasst oder kommentiert. Diese Bullet Points sind dabei eine Anspielung auf die Talking Points des O’Reilly Factor.
In der ersten Sendung wurde truthiness vorgestellt. Das Wort beschreibt den Umstand, etwas aus dem Bauch heraus zu wissen, ohne auf Beweise oder Vernunft abzustellen. Gemeint ist eine „Wahrheit“, die dadurch entstehe, dass sie sich intuitiv wahr anfühle, nicht jedoch den wirklichen Gegebenheiten entsprechen müsse. Die New York Times zählte truthiness zu den neun Wörtern, die den Zeitgeist des Jahres 2005 am besten wiedergaben. Die American Dialect Society wählte truthiness zum Wort des Jahres 2005.
Ein weiteres Beispiel ist wikiality. Der Ausdruck soll beschreiben, dass sich in der Wikipedia einzig aufgrund der Mehrheitsverhältnisse entscheide, ob eine Information wahr oder falsch ist. Bezeichnet wird also eine „Realität“, die sich durch die allgemeine Akzeptanz von Artikeln auf der Wikipedia und damit den Konsens der Benutzer und Administratoren entwickle, die jedoch nicht notwendigerweise auf nachprüfbaren Fakten basieren müsse. So forderte er seine Zuschauer auf, in dem Wikipedia-Artikel über Elefanten die Falschmeldung einzutragen, dass sich die Elefantenpopulation in Afrika in den letzten sechs Monaten verdreifacht habe. Der Wikipedia-Artikel wurde kurz darauf schreibgeschützt, um derartige Änderungen zu unterbinden.

### Threat-Down
Im Threat-Down stellt Colbert die jeweils fünf größten Bedrohungen für die nationale Sicherheit der USA vor. Oft sind Bären, die er als „gottlose Tötungsmaschinen“ ansieht, in der Auflistung auf Platz 1 zu finden. Nachdem Colbert in einem Artikel der Associated Press über truthiness nicht erwähnt wurde, erklärte er AP zur Bedrohung Nummer eins.

### Better Know a District
Better Know a District ist eine 434-teilige Serie, in der Colbert die einzelnen Wahlbezirke des US-Kongresses sowie deren Abgeordnete vorstellt. Er führt dabei Interviews mit Abgeordneten, in denen er sich über die Politiker lustig macht.
Die Serie war ursprünglich auf 435 Teile ausgelegt. Nachdem allerdings der konservative Kongressabgeordnete Randy Cunningham sein Amt niederlegen musste, boykottierte Colbert dessen Wahlbezirk.

### Tip of the Hat / Wag of the Finger
In diesem Segment stellt Colbert zwei aktuelle, meist kuriose Meldungen gegenüber, kommentiert diese auf seine bekannte Art, und ordnet sie als positiv (Tip of the Hat) oder negativ (Wag of the Finger) ein. Auch hier nimmt Colbert vordergründig in Rhetorik und Argumentation die Position eines konservativen Kommentators ein; aus seinen Ausführungen hört man jedoch schnell den satirischen Grundton und somit die tatsächlich gegenteilige Meinung heraus.

### Andere Elemente
Andere wiederkehrende Elemente der Sendung sind die Inbox, eine Variation der Factor Mail der Fox-News-Sendung The O’Reilly Factor, Balls for Kidz, worin üblicherweise Themen behandelt werden, die konträr zum Titel nicht immer jugendfrei sind, That’s The Craziest F#?king Thing I’ve Ever Heard sowie die No Spin Zone. In der Kategorie Who’s Riding My Coattails Now? (auf Deutsch wörtlich: „Wer hängt sich an meine Rockschöße?“, sinngemäß: Wer nutzt meine Popularität aus?) stellt Colbert oft Personen „unter Beobachtung“ (put on notice), zum Beispiel auch Oliver Pocher. In den Un-American News diskutiert Colbert über die Zeitungsartikel anderer Länder, meist bezogen auf Ereignisse in den USA. Ähnlich dazu ist Around the world in eleven point six seconds (Rund um die Welt in 11,6 Sekunden), wo im Schnelldurchlauf Neuigkeiten anderer Länder gezeigt werden, beispielsweise das Müll-Chaos in Neapel oder der Eisbär Flocke. In Indecision 2008 – Don’t F%#k this up America zieht Colbert über die Präsidentschaftskandidaten her.

### Interview
Zum Ende jeder Sendung lädt Colbert einen Prominenten ins Studio ein. Meist eröffnet er die Diskussion mit der Vorstellung eines neuen Buchs des Gastes. Der Interviewstil hängt dabei von den politischen Ansichten des Gastes ab: Ist er eher dem linken Spektrum zuzuordnen, versucht Colbert dessen Argumente zu widerlegen und ihn unter Einsatz rhetorischer Stilmittel „festzunageln“. Bei konservativen Gästen reflektiert Colbert die Position des Gegenüber, indem er sich auf satirisch übertriebene Weise um Geselligkeit bemüht.
Zur Anfangszeit der Sendung, als der Colbert Report noch wenig bekannt war, wurde die Sendung in einigen Fällen von einigen anderen Medien als ernsthafte (nicht-satirische) Sendung präsentiert. Als Colbert den demokratischen Politiker Robert Wexler aus Florida bat, eine Anschuldigung als Beispiel zu bringen, die ihn die Wahl verlieren lassen würde, antwortete Wexler: „Ich konsumiere Kokain und die Gesellschaft von Prostituierten…“ Sender wie Fox News rissen die Antwort aus dem Zusammenhang, um Wexlers Aussage irreführend zu präsentieren. Colbert verteidigte daraufhin Wexler in einer späteren Sendung: „Der Mann hat Sinn für Humor – bewiesenermaßen im Gegensatz zu so manchem Journalisten.“

## Erfolge

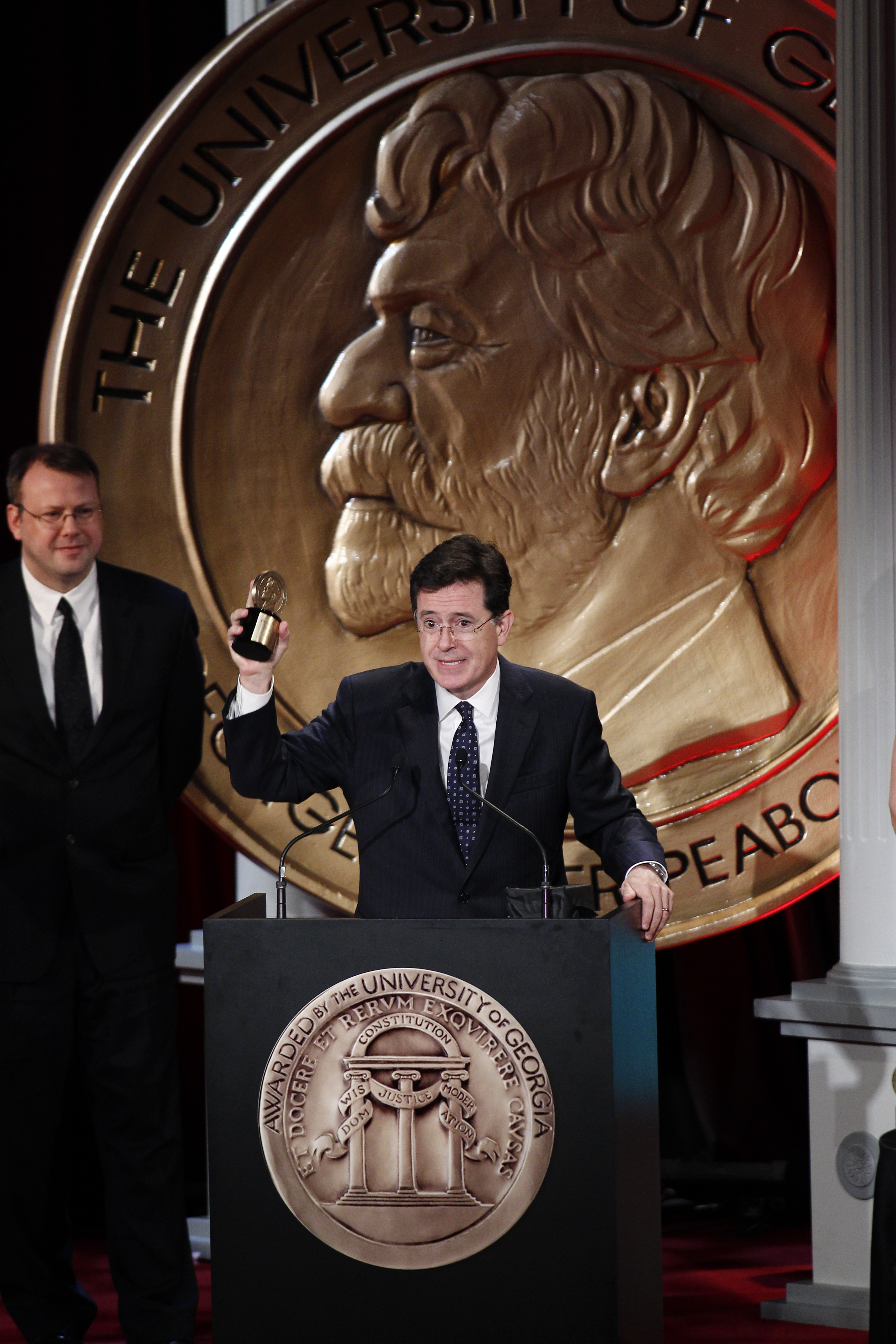
Stephen Colbert nimmt für seine Show den zweiten Peabody Award entgegen, University of Georgia, 2012

Bereits zweifach, 2008 und 2012 wurde der Colbert Report mit dem Qualitätssiegel Peabody Award ausgezeichnet.
In der ersten Woche konnte die Sendung im Schnitt 1,2 Millionen Zuschauer verzeichnen, was 47 Prozent über der Quote auf Comedy Central in den vier Wochen zuvor lag. Wegen der hohen Quoten verlängerte der Sender bereits Anfang November 2005 den Vertrag mit Colbert.
Das Time Magazine zählte Stephen Colbert aufgrund der Popularität seiner Sendung im Frühjahr 2006 zu den 100 einflussreichsten Persönlichkeiten des Jahres.
Der Colbert Report war 2006 für vier Emmys nominiert: beste Comedysendung, beste individuelle Leistung in einer Comedysendung, beste Regie für eine Comedysendung sowie bestes Drehbuch für eine Comedysendung. Daneben war die Sendung für zwei Satellite Awards und zwei Television Critics Association Awards nominiert.
Bei den GLAAD Media Awards 2007 in Los Angeles erhielt er den Speziellen Anerkennungspreis.
Bei der Primetime-Emmy-Verleihung 2008 wurde die Sendung für das Beste Drehbuch für eine Varieté-, Musik- oder Comedysendung ausgezeichnet und für die Beste Varieté-, Musik- oder Comedysendung nominiert.
Neben Kritikerpreisen erhielt Colbert für die Sendung als Ehrung unter anderem die Ehrendoktorwürde vom Knox College und es wurde eine 2007 entdeckte Falltür-Spinnenart (Aptostichus stephencolberti) aus der zu den Vogelspinnenartigen gehörenden Familie Euctenizidae nach ihm benannt.